# Bartholomeus van Maastricht
Bartholomeus van Maastricht (Ulestraten, 1380/'85 – Keulen, 16 juni 1446), geboren als Bartholomeus Snavel, was een monnik, schrijver en universitair docent. Hij was conciliarist en zich keerde tegen de aanspraken van de paus op suprematie. Dit komt met name tot uiting in zijn werk Victus modestia. Hij schreef ten minste 39 verhandelingen; zijn werken werden veel gelezen en waren ook van belang voor de latere katholieke reformatie met voormannen als Petrus Canisius.

## Levensloop
Bartholomeus studeerde aan de universiteit van Heidelberg. Hij werd hier in 1408 decaan van de theologische faculteit, om van 1412 tot 1413 als rector te dienen en van 1419 tot 1420 als vice-rector. Barthomoleus promoveerde in 1432 in de theologie. Tot 1436 bleef hij aan de universiteit verbonden.
Bartholomeus was aanhanger van het conciliarisme. Hij streefde naar een hervorming van de Katholieke Kerk, waarbij de paus ondergeschikt diende te zijn aan algemene kerkvergaderingen (oftewel concilies). Hij bezocht het Concilie van Bazel en ontwikkelde waarschijnlijk al tijdens in de jaren 30 zijn voorkeur voor het conciliaristisch gedachtegoed. Later stelde hij geschriften op waarin hij de aanspraken van het Concilie van Bazel verdedigde.
Nog vóór 1427 trad hij toe tot de cisterciënzers van Maulbronn. Hij was een voorstander van strenge observantie en keerde zich tegen de Moderne Devotie. Omdat de cisterciënzers hem niet de gewenste strengheid konden bieden, stapte hij voor korte tijd over naar de benedictijnen van Luik, om in 1438 terecht te komen in het kartuizerklooster Bethlehem in Roermond. In 1442 werd hij hier tot prior benoemd. Ook werd hij visitator en bezocht hiervoor de kloosters van de kartuizerorde in het Rijnland. Hij gaf verder ook nog les aan de universiteit van Keulen. Als prior raakte hij in conflict met Dionysius de Kartuizer die in hetzelfde klooster verbleef.
Bartholomeus overleed in 1446 in Keulen in het kartuizerklooster aldaar. Hij werd daar tevens begraven. In Keulen zijn zijn geschriften bewaard gebleven.

## Geschriften
De volgende geschriften zijn zeker aan hem toe te schrijven:
- De passionibis animae
- De virtutibus
- De septem peccatis capitalibus – over de zeven hoofdzonden
- De oratione
- Oratio longa et devota
- Tractatus excitans ad devote celebrandum
- De excellentiis Divae Virginis - Over de uitmuntendheden van de Goddelijke Maagd
- De humilitate
- De omnibus Sanctis – Over alle heiligen
- De fraterna correctione – Over de broederlijke vermaning (binnen de orde der kartuizers)
- Instructio quo pacto reliogiosus in publicis se habere tractatibus debeat
- Liber collectaneorum ex diversis Sanctorum dictis
- De auctoritate concilii supra Papam: naar aanleiding van het Concilie van Bazel
- Sermones septem de obedientia, dilectione, humilitate, paenitentia, oratione
- De laudibus religiosorum, observationeque silentii - Over de lofzangen van geestelijken en het bewaren van de stilte
- De non esu carnium apud Cistercienses – Over het niet nuttigen van vleeswaren bij de cisterciënzers

- Bibliothèque nationale de France: cb12032442k (data)
- Biografisch Portaal: 17031140
- Digitale Bibliotheek voor de Nederlandse Letteren: maas035
- Gemeinsame Normdatei: 102369062
- International Standard Name Identifier: 0000 0003 7458 2667
- Library of Congress Control Number: n88619352
- Nederlandse Thesaurus van Auteursnamen: 068958846
- Virtual International Authority File: 227053089
- WorldCat: E39PBJckVxT8jdtJ8QfMqjtqcP